# Peltobatrachus pustulatus
Il peltobatraco (Peltobatrachus pustulatus) è un anfibio estinto, appartenente ai temnospondili. Visse nel Permiano superiore (circa 255 milioni di anni fa) e i suoi resti fossili sono stati ritrovati in Africa.

## Un anfibio "armadillo"
Nonostante fosse un anfibio, il peltobatraco era un animale totalmente terrestre, come testimoniato dal corpo compatto e soprattutto dalle zampe forti e robuste. Probabilmente questo animale tornava in acqua solo per deporre le uova. Il peltobatraco fa parte del grande gruppo dei temnospondili, anfibi ormai estinti che ebbero grande sviluppo tra il Carbonifero e il Triassico. Una caratteristica insolita del peltobatraco, che rende difficile chiarire la sua posizione sistematica all'interno del gruppo, è data dal corpo, robusto nella struttura e dotato di una strana corazza che percorreva il dorso e i fianchi dell'animale. Questo adattamento fa pensare una volta di più a un animale compiutamente terrestre, che poteva difendersi dai predatori come i terapsidi gorgonopsidi della sua epoca semplicemente rannicchiandosi su se stesso, come fanno attualmente gli armadilli. Altri anfibi dall'aspetto vagamente simile erano Sclerothorax e Laidleria.